# Pontiac GTO
La Pontiac GTO è un'automobile prodotta dal 1964 al 1974 dalla casa automobilistica statunitense Pontiac in versione coupé e cabriolet. Viene spesso considerata come la prima vera "muscle car".

## Ritorno della GTO
A partire dal 2004 fino al 2006, la Pontiac ha messo in vendita una nuova auto riutilizzando lo stesso nome dell'antenata; si tratta però di una vettura costruita negli stabilimenti australiani della Holden (azienda sempre del gruppo General Motors) e già venduta in altri mercati con altre denominazioni, come ad esempio Vauxhall Monaro.

## Nome
Il nome, che è stata un'idea di John DeLorean, è ispirato alla Ferrari 250 GTO. Si tratta dell'abbreviazione della nomenclatura Gran Turismo Omologato, che significa "certificata per correre nella classe granturismo".